# Kōrei
Kōrei (jap. (孝霊天皇, こうれいてんのう, Kōrei-tennō) (51. godina cara Kōana/342. pr. Kr. - 8. dan 2. mjeseca 76. godine cara Kōreija/27. ožujka 215. pr. Kr.) bio je 7. japanski car  prema tradicijskom brojanju. Bio je poznat kao Ooyamatonekohikofutoni no Mikoto.
O nadnevku njegova rođenja ne postoje pouzdani izvori. Konvencijski se uzima da je vladao od 19. veljače 290. pr. Kr. do 215. pr. Kr.